# Piper pervulsum
Piper pervulsum är en pepparväxtart som beskrevs av Trel. & Yunck.. Piper pervulsum ingår i släktet Piper och familjen pepparväxter. Inga underarter finns listade i Catalogue of Life.